# Yohann Sangaré
Yohann David Sangaré (Poissy, 5 aprile 1983) è un ex cestista francese.

## Carriera
Nel 2007 è stato convocato per gli Europei in Spagna con la maglia della nazionale della Francia.
Iniziò originariamente a praticare il calcio, salvo poi scegliere la pallacanestro. All'età di 15 anni emigrò negli Stati Uniti per unire sport e studi, i quali saranno terminati in Senegal presso la Babacar Sy Basketball School di Dakar.
Le sue prime esperienze da giocatore professionista hanno luogo in Spagna, prima di ritornare in patria all'ASVEL Villeurbanne con cui debutta in Eurolega e con cui vince la Coppa di Francia nel 2008. Nello stesso anno, dopo aver disputato la NBA summer league di Las Vegas con i Cleveland Cavaliers, firma un contratto con l'Armani Jeans Milano sottoscrivendo un contratto biennale: rimarrà in squadra solamente un anno, raggiungendo nel frattempo la finale play off e le top 16 di Eurolega. Nel luglio 2009 firma per il Basket Club Ferrara.
Sangare ha inoltre vestito la maglia della Nazionale francese, venendo anche convocato per gli Europei 2007.
Il padre David è originario del Mali, mentre la madre è francese. Proprio nella capitale maliana, Bamako, ha fondato la Yohann Sangarè Basketball School.

## Palmarès
- Coppa di Francia: 1

ASVEL: 2007-2008